# Градина (Славонија)
Градина је насељено место и седиште општине у Вировитичко-подравској жупанији, Република Хрватска.

## Историја

### Период угарске власти (~1000—1552)
Становништво вировитичке области је 1536. бежало на север. Верује се да су потомци тог становништва данас део Градишћанских Хрвата.

### Период османске власти (1552—1684)
Вировитица са околином је под османску власт пала 1552. године. У управном смислу околина Вировитице била је у надлештву Пожешког санџака. Од 1541. године, Пожешки санџак је био подређен Будимском беглербеглуку, да би 1580. године прешао под надлештво Босанског беглербеглука. Године 1600. постао је део Кањишког беглербеглука, оставши у његовом саставу до краја османске власти у Славонији. У судском смислу околина Вировитице чинила је Вировитичку нахију, подређену Вировитичком кадилуку.
У османском пописном дефтеру из 1579. године Градина се наводи као село Градци, које припада Брезовици. У њему су наведене четири пореске куће, чији су домаћини били: Антол Пушкаша, Михал Лончар, Павал Ћелетић, Мати Вранић. У близини села се помињу напуштено село Градишка и мезра Симаринци или Симаријевци.
| Намет                                                        | Износ (у акчама) |
| ------------------------------------------------------------ | ---------------- |
| приход од десетине (ушура) и намета (ресума)                 | 1683             |
| приход од вратница (4)                                       | 160              |
| приход од пшенице (10 кејла)                                 | 300              |
| приход од наполица (20 кејла)                                | 400              |
| порез на дрва и башту                                        | 28               |
| десетина од кошница                                          | 20               |
| десетина од сена                                             | 20               |
| десетина од лана, конопље, белог и црног лука, купуса и репе | 42               |
| десетина од сочива са пасуљем, леблебија и боба              | 20               |
| десетина од воћа са порезом на тапију                        | 30               |
| ресум на свиње са порезом на продају и божићно клање         | 200              |
| порез на воденицу са пет жрвњева                             | 250              |
| бадухава са пољарином, младарином, и порезом на винску бурад | 21               |

Копривнички капетан Алберт Грасвајн, водећи хабзбуршке трупе, похарао је сва села око Слатине и Вировитице 1600. године.

### Период хабзбуршке власти (1684—1918)
Као награду за рад на уређењу коморске управе у Славонији и ширењу Војне границе, цар Леополд I је, у функцији угарског краља, дао властелинство Вучин дон Фердинанду Јохану Карлу, грофу Карафи ди Стиљано и његовом потомству. Исте године је дон Фердинанд умро, а властелинство су преузели његова удовица, грофица Катарина, и син, дон Карло Ото. У склопу новоформираног властелинства налазила се и Градина. Како је властелинство било подељено на две целине, Градина је била у склопу северне, равничарске целине.
Како грофови нису боравили на Вучинском властелинству, администрација је препуштена њиховим опуномоћеницима. Најдуговечнији управитељ био је Јохан Карл Мајер, који је боравио у Вировитици. Због обавеза и према Комори и према властелинству, становништво се често бунило и селило на простор Војне границе. Јохан Карл Мајер је 1731. урадио преглед стања на властелинству.
| број сесија | износ земљарине, војнице и откуп кулука | четворогодишњи износ осталих дажбина |
| ----------- | --------------------------------------- | ------------------------------------ |
| 10          | 325 форинти                             | 81 форинта и 25 динара               |

Током 1736. и 1737. године извршен је попис властелинстава славонског Провинцијала по заповести цара Карла VI (као угарског краља), са циљем доношења урбара којим би се регулисали односи властелина и зависног становништва.
| домаћинстава и кућа | очева породице | ожењене браће и синова | браће и синова са навршених 15 год. | коња | волова | крава и јунади | оваца | свиња | ораница    | ливада     | воденица |
| ------------------- | -------------- | ---------------------- | ----------------------------------- | ---- | ------ | -------------- | ----- | ----- | ---------- | ---------- | -------- |
| 42                  | 42             | 6                      | 3                                   | 21   | 36     | 118            | 42    | 163   | 205 јутара | 107 косаца | 1        |

| домаћин              | отац породице | ожењене браће и синова | браће и синова са навршених 15 год. | коња | волова | крава и јунади | оваца | свиња | ораница (у јутрима) | ливада (у косцима) |
| -------------------- | ------------- | ---------------------- | ----------------------------------- | ---- | ------ | -------------- | ----- | ----- | ------------------- | ------------------ |
| Ivan Blasicsevic     | да            | 1                      | 1                                   | 1    | 2      | 5              | 10    | 10    | 10                  | 5                  |
| Jandro Skriniarich   | да            | 0                      | 0                                   | 0    | 1      | 3              | 0     | 8     | 6                   | 5                  |
| Lucich Petrinovich   | да            | 0                      | 0                                   | 1    | 1      | 2              | 0     | 4     | 6                   | 4                  |
| Simo Marchinovich    | да            | 1                      | 0                                   | 2    | 3      | 5              | 0     | 10    | 12                  | 9                  |
| Grgo Bobovchan       | да            | 0                      | 0                                   | 1    | 1      | 1              | 0     | 4     | 4                   | 3                  |
| Mihok Pejassevich    | да            | 0                      | 0                                   | 0    | 0      | 2              | 0     | 0     | 2                   | 0                  |
| Ivo Tudas            | да            | 0                      | 0                                   | 0    | 0      | 2              | 0     | 0     | 3                   | 2                  |
| Lovro Karas          | да            | 0                      | 0                                   | 0    | 1      | 1              | 5     | 4     | 4                   | 2                  |
| Martin Pejch         | да            | 0                      | 0                                   | 0    | 1      | 3              | 0     | 4     | 4                   | 3                  |
| Lovrek Bachevlan     | да            | 0                      | 0                                   | 1    | 0      | 1              | 0     | 3     | 3                   | 3                  |
| Marco Ivankovich     | да            | 1                      | 0                                   | 1    | 2      | 4              | 6     | 0     | 6                   | 3                  |
| Betar Stephok        | да            | 0                      | 0                                   | 0    | 1      | 3              | 0     | 0     | 4                   | 1                  |
| Mato Kvergnas        | да            | 0                      | 0                                   | 0    | 0      | 0              | 0     | 0     | 1                   | 0                  |
| Bartol Kossarich     | да            | 0                      | 0                                   | 0    | 0      | 3              | 0     | 2     | 2                   | 1                  |
| Matho Blussarich     | да            | 0                      | 0                                   | 1    | 1      | 0              | 0     | 0     | 3                   | 1                  |
| Ivich Mihailovich    | да            | 0                      | 0                                   | 0    | 1      | 3              | 0     | 6     | 5                   | 2                  |
| Juro Kvergnas        | да            | 0                      | 0                                   | 0    | 1      | 5              | 0     | 6     | 6                   | 3                  |
| Blasok Juricsich     | да            | 0                      | 0                                   | 0    | 1      | 5              | 0     | 6     | 6                   | 3                  |
| Juro Trcskich        | да            | 0                      | 0                                   | 0    | 0      | 2              | 0     | 3     | 4                   | 1                  |
| Blas Kvergnas        | да            | 0                      | 0                                   | 0    | 0      | 2              | 0     | 4     | 3                   | 1                  |
| Martin Tercskich     | да            | 0                      | 0                                   | 1    | 2      | 5              | 6     | 8     | 6                   | 4                  |
| Bajo Spolarich       | да            | 0                      | 0                                   | 1    | 2      | 5              | 4     | 6     | 8                   | 6                  |
| Rado Radossavlevich  | да            | 0                      | 0                                   | 1    | 1      | 6              | 0     | 6     | 7                   | 5                  |
| Pavlin Dolinacz      | да            | 0                      | 0                                   | 0    | 0      | 4              | 0     | 0     | 4                   | 2                  |
| Pavlin Kossarich     | да            | 0                      | 0                                   | 0    | 0      | 3              | 0     | 0     | 4                   | 2                  |
| Dragolo Kaczarovich  | да            | 0                      | 0                                   | 0    | 0      | 0              | 6     | 5     | 3                   | 1                  |
| Ostoja Radossevich   | да            | 0                      | 0                                   | 0    | 0      | 0              | 6     | 5     | 3                   | 1                  |
| Simo Peradinovich    | да            | 1                      | 0                                   | 2    | 3      | 8              | 0     | 10    | 12                  | 6                  |
| Mihailo Kossarich    | да            | 0                      | 0                                   | 0    | 0      | 1              | 0     | 0     | 1                   | 0                  |
| Ivo Boberkovich      | да            | 0                      | 0                                   | 0    | 1      | 2              | 0     | 4     | 4                   | 2                  |
| Juro Boberkovich     | да            | 0                      | 0                                   | 0    | 0      | 1              | 0     | 0     | 2                   | 0                  |
| Nicola Dugaich       | да            | 0                      | 0                                   | 0    | 1      | 2              | 5     | 5     | 6                   | 3                  |
| Thodor Maly          | да            | 0                      | 0                                   | 0    | 1      | 2              | 0     | 0     | 2                   | 1                  |
| Nicola Jugovich      | да            | 0                      | 0                                   | 0    | 0      | 3              | 4     | 4     | 4                   | 2                  |
| Mihat Jugovich       | да            | 0                      | 0                                   | 0    | 0      | 3              | 4     | 4     | 4                   | 2                  |
| Jovan Karakas        | да            | 0                      | 1                                   | 1    | 0      | 2              | 0     | 0     | 4                   | 2                  |
| Mitar Bogichevich    | да            | 0                      | 1                                   | 2    | 3      | 6              | 0     | 6     | 10                  | 6                  |
| Illia Cselajla       | да            | 0                      | 0                                   | 1    | 0      | 2              | 0     | 0     | 4                   | 1                  |
| Radoicza Bogichevich | да            | 1                      | 0                                   | 1    | 1      | 1              | 0     | 5     | 6                   | 3                  |

Пописи домаћинстава Карловачке митрополије у периоду између 1702. и 1929. године нису забележили ниједно домаћинство православне вероисповести у Градини.

### Период југословенске државе (1918—1991)
До територијалне реорганизације у Хрватској налазила се у саставу бивше велике општине Вировитица.

## Становништво
На попису становништва 2011. године, општина Градина је имала 3.850 становника, од чега у самој Градини 916.

## Попис 1991.
На попису становништва 1991. године, насељено место Градина је имало 1.058 становника, следећег националног састава:
| Попис 1991.‍   | Попис 1991.‍  | Попис 1991.‍ | Попис 1991.‍ | Попис 1991.‍ |
| ------------- | ------------ | ----------- | ----------- | ----------- |
|               |              |             |             |             |
| Хрвати        | Хрвати       |             | 778         | 73,53%      |
| Срби          | Срби         |             | 235         | 22,21%      |
| Југословени   | Југословени  |             | 12          | 1,13%       |
| Муслимани     | Муслимани    |             | 7           | 0,66%       |
| Албанци       | Албанци      |             | 3           | 0,28%       |
| Мађари        | Мађари       |             | 2           | 0,18%       |
| Црногорци     | Црногорци    |             | 2           | 0,18%       |
| Македонци     | Македонци    |             | 1           | 0,09%       |
| неопредељени  | неопредељени |             | 7           | 0,66%       |
| регион. опр.  | регион. опр. |             | 1           | 0,09%       |
| непознато     | непознато    |             | 10          | 0,94%       |
| укупно: 1.058 |              |             |             |             |

## Познате особе
- Бошко Буха (1926—1943), борац-бомбаш Друге пролетерске ударне бригаде и народни херој Југославије.